# Libero Katowice
Libero Katowice – katowickie centrum handlowe położone przy zbiegu ulic T. Kościuszki i Kolejowej, na obszarze dzielnicy Ligota-Panewniki. Jego budowa rozpoczęła się latem 2016 roku, a zakończyła się w czwartym kwartale 2018 roku.

## Opis obiektu
Całkowita powierzchnia tej galerii handlowej wynosi 120 tys. m², z czego największą część zajmuje powierzchnia handlowa – 42 tys. m², mieści się na niej m.in.: 150 sklepów, 20 restauracji i kawiarni, kino Helios z ośmioma salami, kręgielnia, siłownia oraz strefa medyczna. Libero dysponuje 1540 miejscami parkingowymi. Koncepcję architektoniczną gmachu opracowała pracownia MOFO Architekci, natomiast jego deweloper to Echo Investment z siedzibą w Kielcach. 

## Informacje dodatkowe
- Na placu zewnętrznym znajduje się skate park, a zimą udostępniane jest lodowisko;
- 18 października 2016 roku uroczyste wmurowanie kamienia węgielnego;
- 15 listopada 2018 roku oficjalne otwarcie galerii[2].

## Galeria

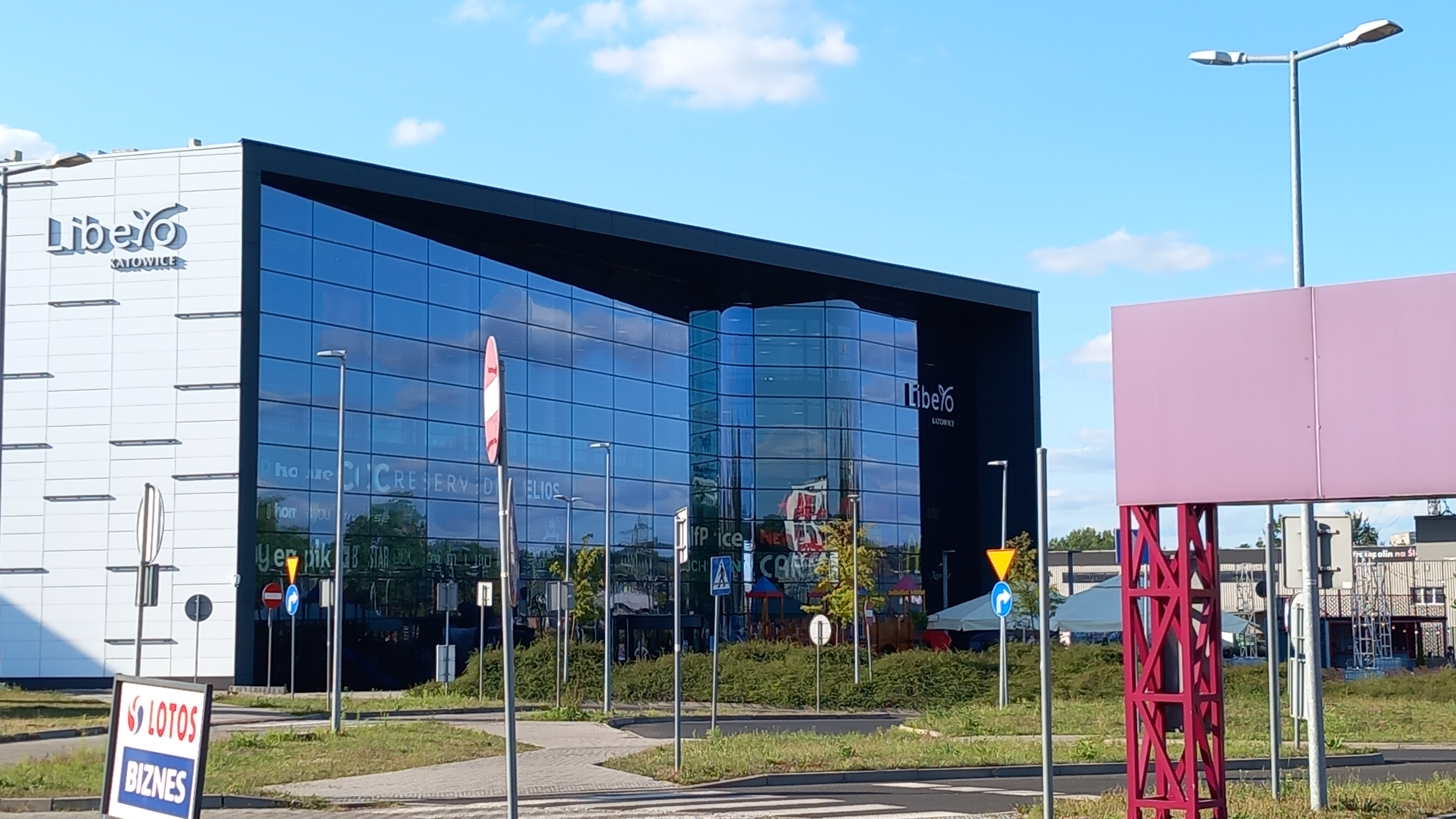
Front
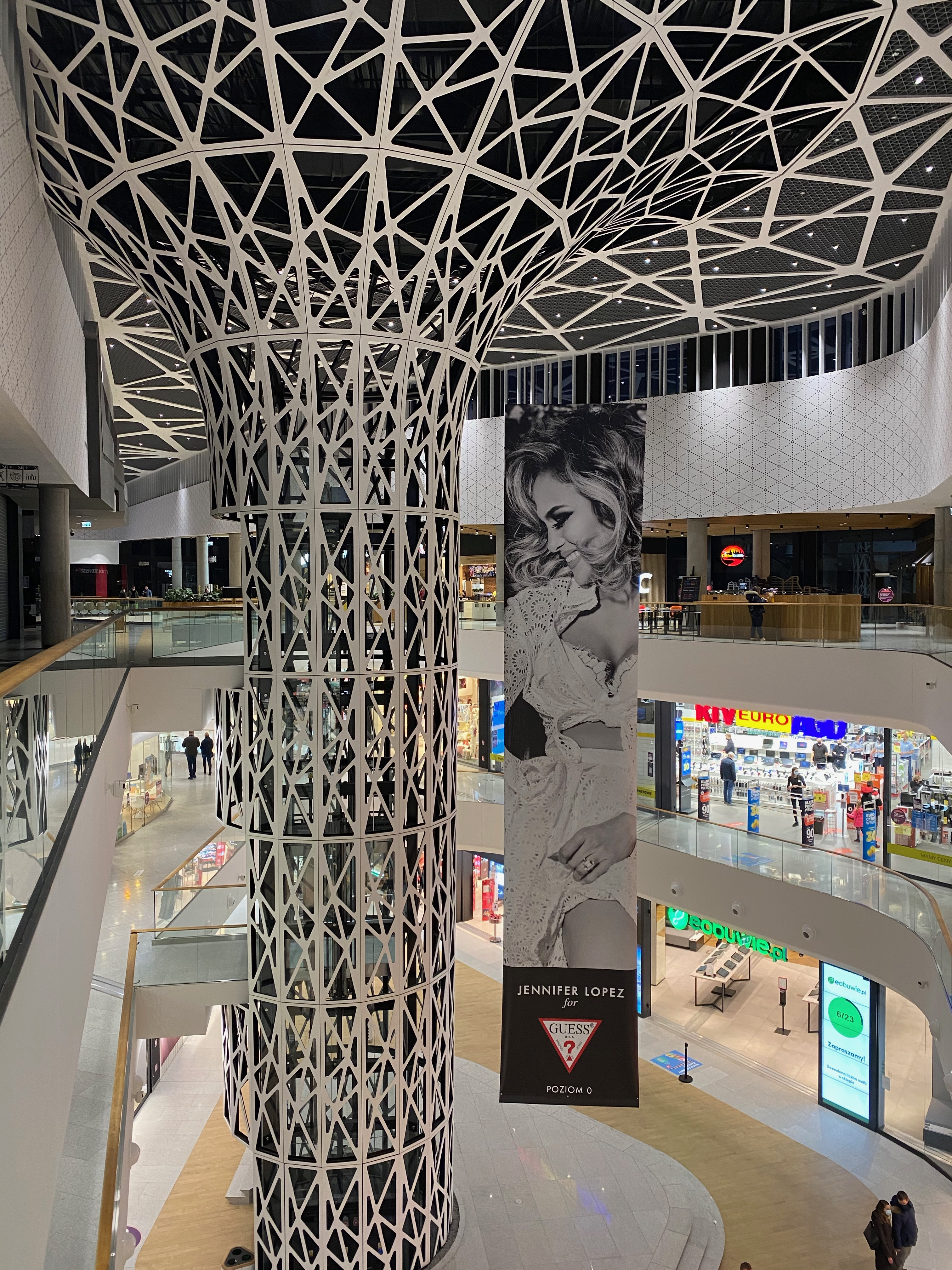
Winda przy scenie
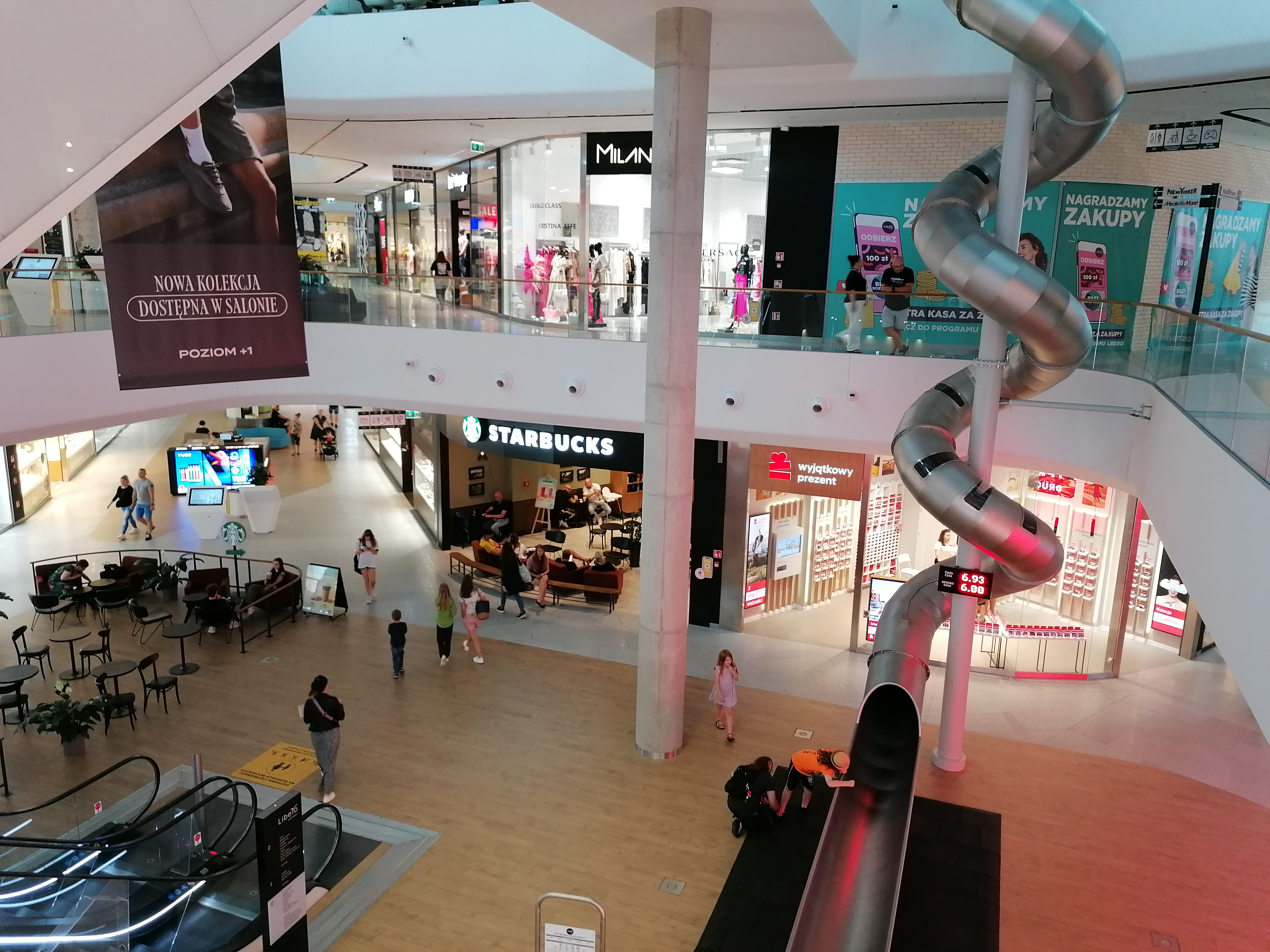
Zjeżdżalnia
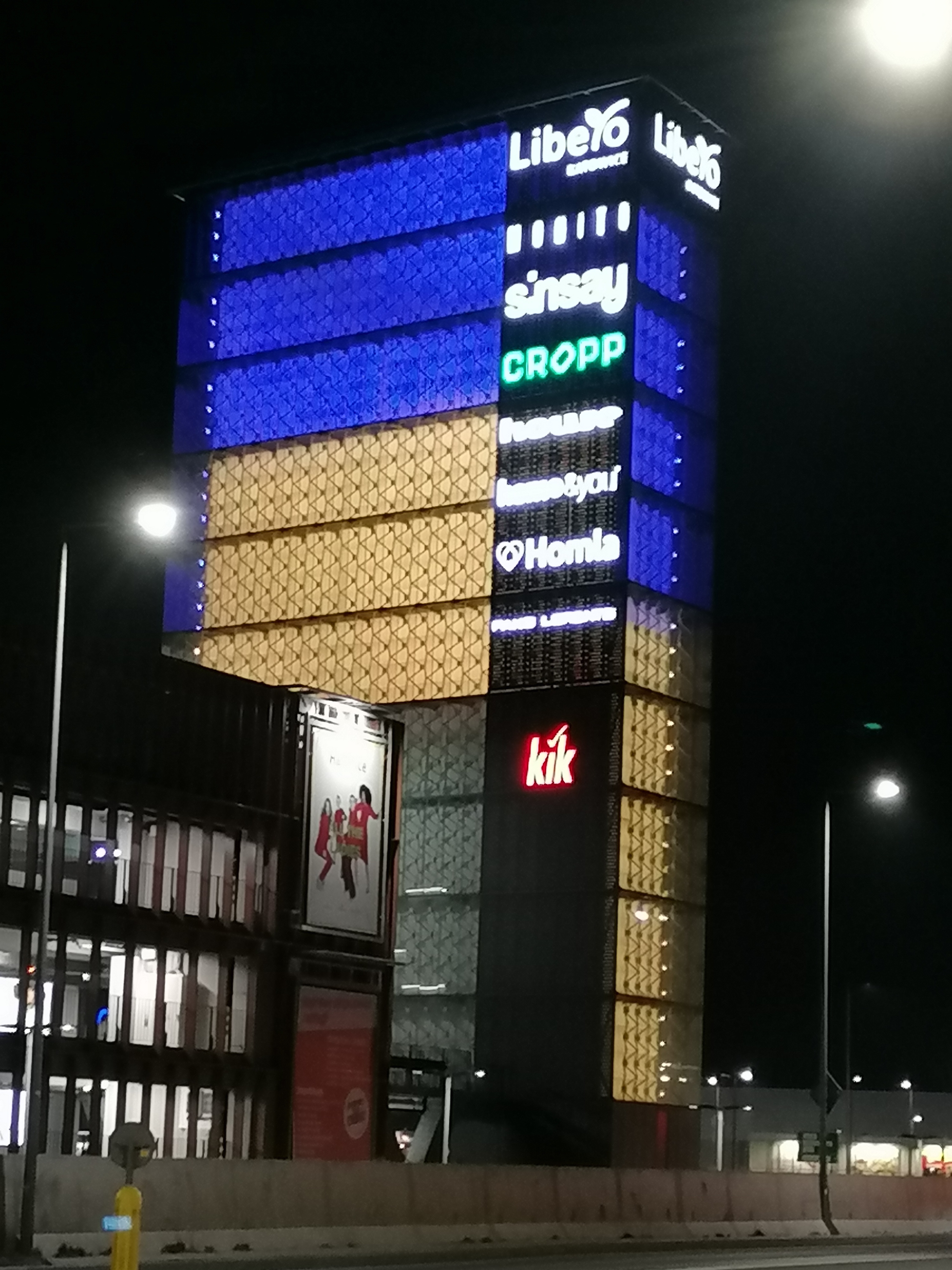
Iluminacja wieży podczas agresji na Ukrainę
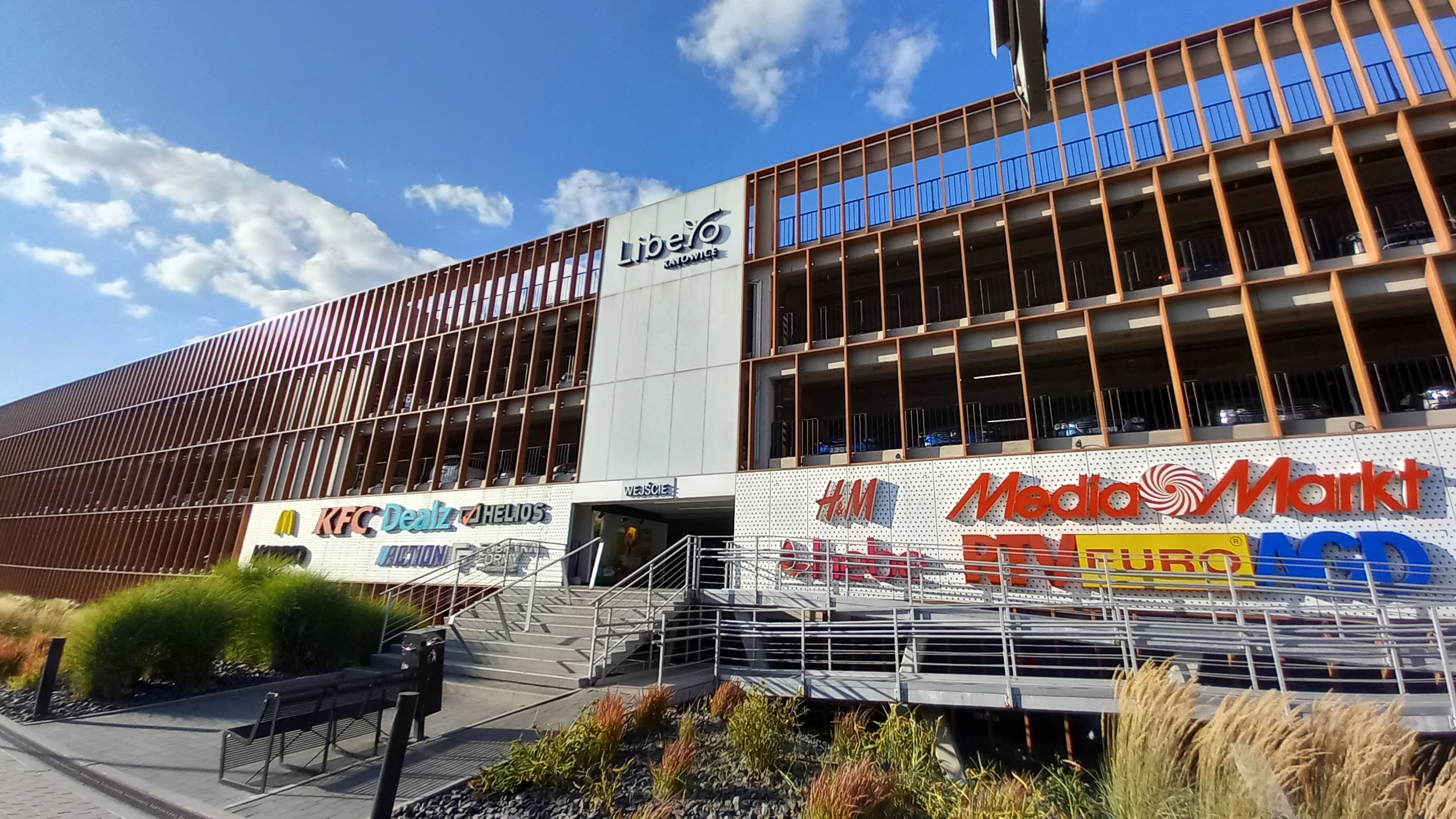
Wejście od ulicy Kolejowej